# ديف ماكينا
ديف ماكينا (بالإنجليزية: Dave McKenna)‏ هو عازف جاز وعازف بيانو أمريكي، ولد في 30 مايو 1930 في ونسوكت في الولايات المتحدة، وتوفي في 18 أكتوبر 2008 في ولاية كوليج في الولايات المتحدة بسبب سرطان الرئة.

## وصلات خارجية
- ديف ماكينا على موقع ميوزك برينز (الإنجليزية)
- ديف ماكينا على موقع أول ميوزيك (الإنجليزية)
- ديف ماكينا على موقع ديسكوغز (الإنجليزية)